# Chapel Downs
 (signalé en juin 2025).
Si vous disposez d'ouvrages ou d'articles de référence ou si vous connaissez des sites web de qualité traitant du thème abordé ici, merci de compléter l'article en donnant les références utiles à sa vérifiabilité et en les liant à la section « Notes et références ».
- Archive Wikiwix
- Bing
- Cairn
- DuckDuckGo
- E. Universalis
- Gallica
- Google
- G. Books
- G. News
- G. Scholar
- Persée
- Qwant
- (zh) Baidu
- (ru) Yandex
- (wd) trouver des œuvres sur Wikidata

Chapel Downs  est une banlieue de la cité d’ Auckland, située dans l’ île du Nord de la Nouvelle-Zélande.

## Situation
Elle est localisée à proximité du centre de la cité.

## Gouvernance
Elle est sous la gouvernance locale du Conseil d'Auckland.

## Activité économique
La banlieue est en grande partie rurale mais n’a pas encore été fortement subdivisée [citation nécessaire].
La banlieue se trouve dans le quartier de Howick et c’est l’une des treize divisions administratives d’Auckland City ; la zone est officieusement considérée comme East Auckland.